# Ван Лилл, Питер-Ян
Питер-Ян «Пи-Джей» ван Лилл (англ. Pieter-Jan "PJ" van Lill; родился 4 декабря 1983 года в Китмансхупе, Юго-Западная Африка) — намибийский профессиональный регбист, нападающий своей национальной сборной и французского клуба «Авирон Байонне». Трёхкратный обладатель Кубка Африки, Пи-Джей — один из рекордсменов сборной Намибии по количеству проведённых матчей.

## Ранние годы и семья
Питер-Ян ван Лилл родился в регбийной семье — он был младшим из четырёх братьев, при этом все они занимались регби. Один из них, Юргенс, выступал за национальную сборную на чемпионате мира 2003 года. Детство будущий спортсмен провёл на семейной ферме в Китмансхупе.
В 2001 году он сыграл свой первый международный матч — Пи-Джей получил вызов в юношескую сборную страны, а через год попал на чемпионат мира среди юниоров, который проходил в Италии. На том турнире намибийцы, в составе которых также была будущая звезда Жак Бургер, дошли до финала, но проиграли хозяевам соревнования; ван Лилл же был признан игроком матча. После окончания школы спортсмен поступил в южноафриканский Стелленбосский университет на стоматолога. Помимо учёбы Пи-Джей играл за университетскую регбийную команду.

## Спортивная карьера
Будучи ещё студентом, ван Лилл привлёк внимание тренерского штаба главной сборной и получил вызов в состав «Вельвичий» на матч против Туниса. Та встреча, как и следующая с Кенией, закончилась поражением, а в 2006 году Пи-Джей серьёзно травмировал колено и был вынужден пропустить все матчи сборной в 2007 году, в том числе и поездку на чемпионат мира. К тому моменту регбист завершил обучение и переехал в Виндхук, где работал по специальности и играл за местный любительский клуб «Уондерерс».
В состав сборной Намибии он вернулся в 2008 году. Тогда Кубок Африки разыгрывался по двухлетней системе и был одним из этапов для попадания на всемирное первенство в Новую Зеландию. В 2009 году намибийцы стали победителями состязания, а регбийный союз создал клуб «Вельвичиас», который комплектовался игроками сборной, чтобы те получили перед чемпионатом мира регулярную практику в Кубке Водаком. Ван Лилл также не стал исключением — он стабильно выступал за клуб, где был капитаном, и сборную, чем обеспечил себе путёвку в Новую Зеландию. Там Пи-Джей сыграл три из четырёх матчей и, хотя и не отметился результативными действиями, привлёк внимание французского «Орийака», а в конце турнира подписал с ним временный контракт. Однако из-за большого количества иностранцев в команде ван Лилл не получил разрешения на работу во Франции и вынужден был довольствоваться игрой за «Уондерерс».

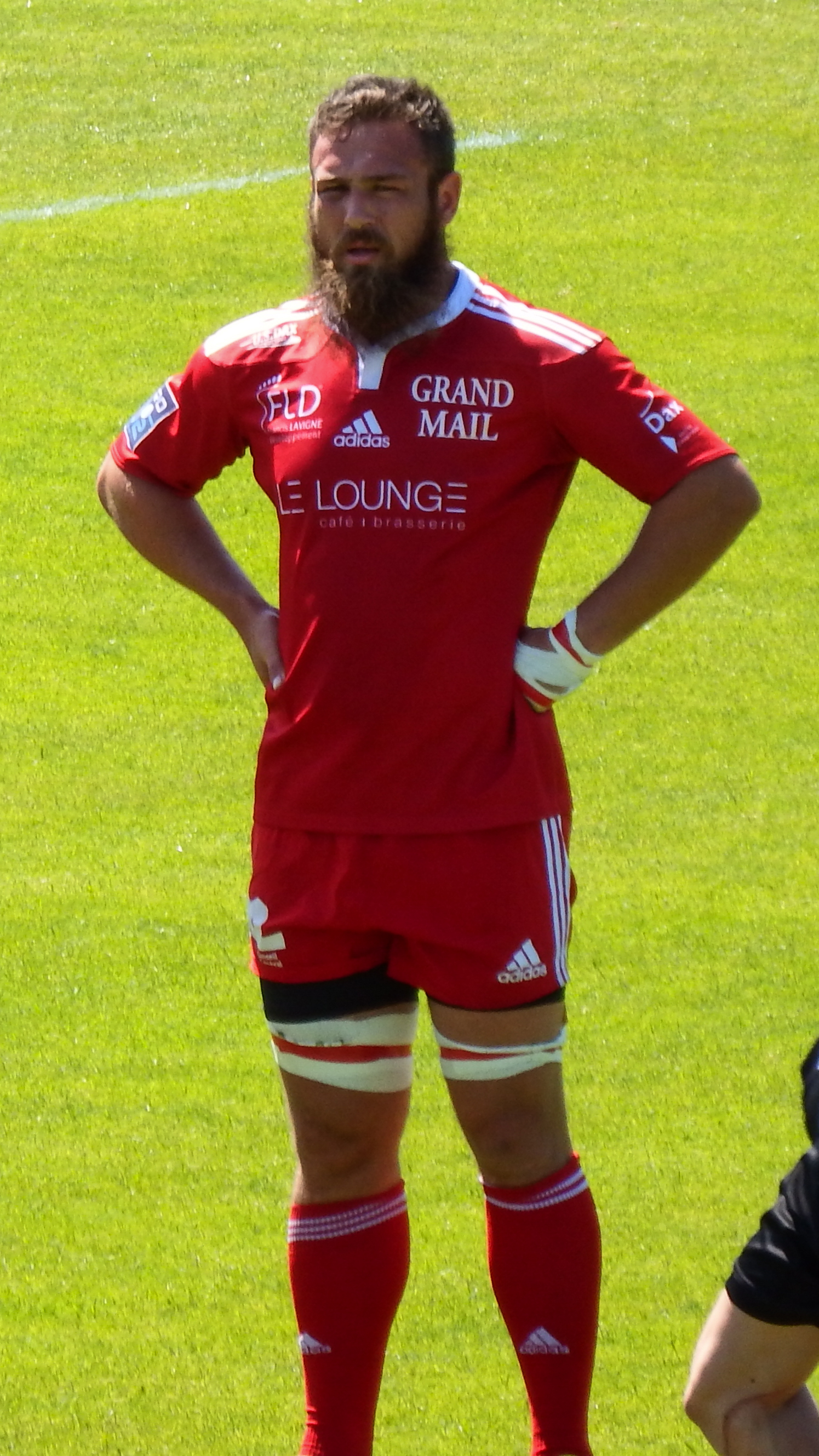
Пи-Джей на поле в составе «Дакса», 2015 год.

Спустя три года Пи-Джей получил второй шанс — он подписал контракт с «Даксом». Несмотря на то, что по завершении сезона команда покинула Про Д2 и опустилось в третий, любительский, дивизион, выступления ван Лилла не остались незамеченными — он привлёк внимание «Авирон Байонне», и в конце июля заключил контракт с новой командой.
В 2014 году регбист во второй раз в карьере стал победителем Кубка Африки, который, как и в 2009 году, давал место на всемирном первенстве. На чемпионате мира ван Лилл выходил на поле во всех четырёх матчах «Вельвичий», однако все они были проиграны. Несмотря на не самый лучший результат, руководство клуба осталось довольным игрой Пи-Джея и продлило контракт до 2018 года.
В сезоне 2015/2016 «Байонна» боролась за выход в Топ 14, высший дивизион французского регби, в чём Пи-Джей принял самое непосредственное участие — он вышел на поле в 23 матчах и занёс одну попытку. Команда не сумела получить повышение напрямую, отстав от «Лиона» на 20 очков, но успешно выступила в матчах плей-офф, где в финале обыграла «Орийак»; ван Лилл в той встрече провёл на поле все 80 минут, хотя его появление в составе оставалось под вопросом из-за травмы колена. Несмотря на неплохой старт сезона 2016/17, команда из Байонны быстро потеряла положение в турнирной таблице и на протяжении бо́льшей части сезона занимала последнее место. Пи-Джей сыграл в 20 матчах и занёс попытку, но не сумел помочь клубу сохранить место в высшем дивизионе.

## Достижения
- Кубок Африки по регби
  - Победитель (3): 2008/2009, 2014, 2015;
  - Финалист: 2006.
- Про Д2
  - Победитель плей-офф: 2015/2016.
- Чемпионат Намибии по регби
  - Победитель: 2010.